# أ. كيمبل رومني
أ. كيمبل رومني (بالإنجليزية: A. Kimball Romney)‏ هو عالم إنسان أمريكي، ولد في 15 أغسطس 1925.